# Methone (Pieria)
Koordinaten: 40° 27′ 36,6″ N, 22° 34′ 56,3″ O
Methone (altgriechisch Μεθώνη, auch thrakisches oder makedonisches Methone genannt) war eine Polis im antiken Griechenland an der Küste des Thermaischen Golfs nahe der Stadt Pydna, bei Nea Agathoupolis nördlich von Methoni in der heutigen griechischen Landschaft Pieria. Gemäß Plutarch wurde die griechische Kolonie Methone im Jahr 733/732 v. Chr. gegründet. Besondere Bedeutung erlangte Methone durch den Fund beschrifteter Tonwaren und Tonscherben. Es handelt sich um eines der ältesten Zeugnisse der griechischen Schrift, Methone ist ein bedeutender Repräsentant der Geschichte und Archäologie Pierias.

## Lage
Die antike (archea) Stadt Methone befand sich am nordöstlichen Ufer des Thermaischen Golfs, in der nördlichen Ägäis in Griechenland. Sie lag direkt am Meer, nördlich des modernen Ortes Methoni. Durch die Ablagerung von Sedimenten, insbesondere des Flusses Aliakmonas, liegt der antike Ort heute ca. 500 m von der Küste entfernt. Die (bisher bekannte) Stadt besteht aus Bauten auf dem West- und dem Osthügel und besaß einen Hafen. Um 700 v. Chr. hatte die Stadt eine Ausdehnung von rund 20 Hektar.

## Morphologie
In antiken Quellen wird die Figur der Methone als eine der Töchter des Alkyoneus erwähnt. Auch wird sie als Schwester des Pierios, des Gründers von Pieria, genannt. Gemäß Plutarch wurde die Stadt nach ihrem Gründer, Methon, einem Vorfahren des Orpheus, benannt. Eine weitere Deutung bezieht sich auf die Produktion und den exzessiven Genuss von Wein.

## Geschichte
Methone wurde in der zweiten Hälfte des 8. Jahrhunderts v. Chr. von eretrischen Siedlern gegründet, die zuvor durch korinthische Kolonisten von der Insel Korfu vertrieben wurden. Ursprünglich wollten die Siedler nach der Vertreibung aus Korfu in ihre Heimatstadt Eretria auf Euböa zurückkehren, wurden dort jedoch mit Waffengewalt am Landgang gehindert. Daher wurden die Methoner von ihren Nachbarn οἱ ἀποσφενδόνητοι (etwa die Weggeschleuderten) genannt. Im Gegensatz zur übrigen Pieria wurde Methone nicht von Makedonien beherrscht, sondern war Verbündete Athens und seit 434 v. Chr. Mitglied beider Attischer Seebünde. 355/354 v. Chr. wurde die Stadt vom makedonischen König Philipp II., der dabei durch einen Pfeil ein Auge verlor, belagert. Den Einwohnern erlaubte Philipp II. nach deren Kapitulation den freien Abzug. Es war ihnen jedoch nicht erlaubt, ihre Habe mitzunehmen, nur die Kleidung, die sie am Leib trugen, wurde ihnen gelassen. Er ließ die Stadt schleifen und verteilte das Land an Makedonen. Methone wurde seitdem geschichtlich nicht mehr erwähnt.
Wahrscheinlich setzte der Apostel Paulus von dort aus seine zweite Missionsreise in Richtung Athen fort, nachdem er Beröa (heute: Veria) verlassen hatte. (Bibel: Apostelgeschichte 17, 14.15)

## Bedeutung in der Antike
Die Gegend um Methone wurde seit dem späten Neolithikum (5000 v. Chr. bis 3000 v. Chr.) bewohnt. Ab der späten Bronzezeit (1450 v. Chr. bis 1100 v. Chr.) sind Kontakte der Bewohner mit der südlichen Ägäis dokumentiert; während der frühen Eisenzeit (11. bis 8. Jahrhundert v. Chr.) wurde die Stadt erweitert.
Die Stadt gilt als älteste griechische Kolonie in der nördlichen Ägäis. Bedingt durch die günstige Lage wurde sie zu einem Umschlagplatz des Handels mit dem Balkan. Seit Gründung der Kolonie durch die Eretrier im späten 8. Jahrhundert v. Chr. gab es in Methone Produktionsstätten für verschiedene Güter und einen Handelshafen. Am Handel nahmen neben den Kolonisten aus Euböa auch einheimische Bewohner, Phönizier und Kaufleute aus der östlichen Ägäis, teil. Die Häfen von Methone und Pydna erlangten von 600 bis 500 v. Chr. Bedeutung, insbesondere bei der Verschiffung von Waren, Bauholz und Teer (Schiffsbau).

## Grabungsgeschichte
Seit 1972 ist der Ort, an dem sich das antike Methone befand, lokalisiert. Im Jahr 2003 begannen die Grabungsarbeiten auf dem östlichen Hügel, 2006 auf dem westlichen Hügel. Sie wurden unter der Leitung des Archäologen Mattheos Besios von der 27. Ephorie für Prähistorische und Klassische Altertümer ausgeführt.
Ein Problem, das die Grabungen behindert, ist, dass sich das meiste, zu der antiken Stadt gehörende Land, in Privatbesitz befindet. Es wird landwirtschaftlich bearbeitet, so dass die meisten Artefakte aus der Zeit vom 4. und 5. Jahrhundert v. Chr. zerstört wurden. Um weitere Grabungen auszuführen, muss dieses Land vom Staat erworben werden. Die genaue Lage des Hafens ist nicht bekannt. Der Thermäische Golf erstreckte sich damals, bis zum Beginn der byzantinischen Epoche, bis nach Pella, der Hauptstadt des makedonischen Reichs. Danach setzte die Verlandung durch die Flüsse Axios und Aliakmonas ein.
Einer der wichtigsten Funde war die Freilegung der Agora und der sie umgebenden Gebäude an der Westseite des östlichen Hügels. Die Funde der Ausgrabungen von Methone, insbesondere im Ypogeio, trugen wesentlich zur Forschung über die Entstehung und die Verbreitung des griechischen Alphabets und dessen früher Verwendung bei.
Von 2013 bis 2017 beteiligte sich ein Team der University of California, Los Angeles (UCLA) unter der Leitung von Sarah Morris und John Papadopoulos an den Ausgrabungen.
Die Ergebnisse der Grabungen wurden 2012 publiziert, die Finanzierung übernahm die Europäische Union im Programm Education and Lifelong Learning. Im Jahr 2013 wurde ein griechisch- und englischsprachiges Buch herausgegeben, mit dem die Öffentlichkeit informiert wurde.

## Ausgrabungen

### Der Osthügel
Im Neolithikum war der Osthügel breiter, er wurde mit der Zeit vom Meer abgetragen. Nachdem der Eigentümer des Grundstücks zugestimmt hatte, wurden zunächst Teile der Stadt freigelegt. Die vorgefundenen Gebäudereste stammen aus der Zeit von 550 bis 400 v. Chr. Es handelt sich um einen rund 100 mal 80 Meter messenden Bereich, in den ca. vier Meter tief gegraben wurde. Zu Tage kamen eine kleinere Agora, die von öffentlichen Gebäuden umgeben ist. Teile eines zweiten Platzes wurden vorgefunden, so dass die Vermutung dahin geht, dass anstatt einer zentralen Agora mehrere kleinere existierten.

#### Das Ypogeio
Beim Ypogeio (Keller, griechisch Υπόγειο, auch als rechteckiges unterirdisches Kellergeschoss bezeichnet) handelt es sich um eine über 11 Meter tiefe Grube auf dem Kamm des Osthügels. Am Grund misst sie 3,60 m mal 4,20 m. Vermutlich handelte es sich um einen Lagerraum, der aber wegen der Instabilität des Hügels nicht vollendet wurde. Um 700 v. Chr. wurde die Grube dann mit Holzbalken, steinernen Formen für die Metallbearbeitung, Schlacke und Tonscherben gefüllt. Die Keramikreste stammen von verschiedenen Arten von Gefäßen. Neben Kochgeschirr, großen Amphoren und Essgeschirr wurden die Reste von Trinkgefäßen gefunden. Die Keramik stammte aus verschiedenen Ursprungsorten. Neben örtlichen Produkten fanden sich weitere aus Phönizien, Attika, Euböa, den Kykladen und Ionien. Die Beschaffenheit und der Zeitraum der Herstellung bestätigen Plutarchs Behauptung, dass Methone um 733 v. Chr. gegründet wurde. Die reichhaltigen Funde zeigen, dass Makedonien nicht als Randgebiet der griechischen Welt zu sehen war.
Unter den Artefakten befanden sich 191 Reste von Tongefäßen, die bemalt waren und/oder Markierungen bzw. Schriftzeichen trugen. Darunter befinden sich 25 Gefäße, die beschriftet und teilweise mit Symbolen versehen sind.
Sie gehören zu den ältesten, bisher entdeckten griechischen und makedonischen Schriften und bilden den Nachweis über die Umstellung der Schreibweise auf das griechische Alphabet. Die Beschriftungen bestehen aus Gravierungen oder Pinselstrichen und wurden in der Regel vor dem Brennen der Keramik aufgetragen. Den verschiedenen Arten der Beschriftung, sorgfältig oder eher nachlässig ausgeführt, entnehmen Archäologen, dass das Schreiben nicht nur das Privileg von beruflichen Schreibern, sondern auch in der Bevölkerung verbreitet war. Auf die Keramiken wurden neben den Namen des Eigentümers auch Sätze oder kleine Gedichte geschrieben.
Die Griechen benutzten zum Schreiben das phönizische Alphabet und wandelten es nach ihren Bedürfnissen ab. Die verbreitetste Schreibweise war von rechts nach links (linksläufig, sinistrograde). Aber auch von links nach rechts (rechtsläufig, dextrograde) oder zeilenweise die Richtung wechselnde (bustrophedone) Schreibweisen waren üblich.

### Der Westhügel
Dieser Hügel ist etwas höher als der östlich gelegene. Das Grundstück, auf dem ausgegraben wurde, gehört der örtlichen Schule. Ursprünglich war auf dem Gipfel seit der späten Bronzezeit die Nekropole der Stadt angelegt. Um 900 v. Chr. wurde mit der Überbauung der Nekropole mit Wohnhäusern begonnen. Dabei wurde ohne auf die Gräber Rücksicht zu nehmen vorgegangen; die steinernen Fundamente einiger Häuser zerteilen gar die Skelette der Bestatteten. Die Gebäude waren mit Ziegelsteinen gemauert. Die Ansiedlung wurde von einer Stadtmauer geschützt. Um ihre Wirkung zur Abwehr von Feinden zu verbessern, wurde außerhalb der Mauer ein Graben angelegt, um die Mauer dadurch faktisch zu erhöhen. Bisher wurden drei Tunnel entdeckt, die es den Bewohnern ermöglichten, die Stadt zu verlassen. Vermutlich dienten sie in Zeiten einer Belagerung dazu, Vorräte in die Stadt zu schaffen. Ferner wurden Brennöfen und Überreste anderer Handwerksbetriebe gefunden.
Das Heerlager Philipps II. befand sich rund 500 Meter südlich der Stadt.